# Canarium australasicum
Canarium australasicum är en tvåhjärtbladig växtart som först beskrevs av Frederick Manson Bailey, och fick sitt nu gällande namn av Leenh.. Canarium australasicum ingår i släktet Canarium och familjen Burseraceae. Inga underarter finns listade i Catalogue of Life.